# Leuggelbach
Leuggelbach é uma comuna da Suíça, no Cantão Glaris, com cerca de 174 habitantes. Estende-se por uma área de 1,75 km², de densidade populacional de 99 hab/km². Confina com as seguintes comunas: Haslen, Luchsingen, Nidfurn.
A língua oficial nesta comuna é o Alemão.